# Beaverford
Die Beaverford war ein britisches Frachtschiff das im Zweiten Weltkrieg hauptsächlich auf der nordatlantischen Geleitzugsroute eingesetzt war.

## Geschichte
Am 5. November 1940 wurde der Geleitzug HX 84, dem die Beaverford angehörte, vom deutschen Schweren Kreuzer Admiral Scheer angegriffen. Der Kommandant des britischen Hilfskreuzer Jervis Bay, einziger Schutz des Konvois, gab den Schiffen Befehl, sich zu zerstreuen und versuchte, eine künstliche Nebelwand zu erzeugen. Die Beaverford ging nun auf Gegenkurs zum deutschen Großkampfschiff und entfernte sich. Mit der Jervis Bay ließ deren Kommandant Kurs auf die Admiral Scheer setzen, um das Feuer auf sein Schiff ziehen. Dazu griff er das weit größere Schiff mit seinen Geschützen an. Die Admiral Scheer griff daraufhin zuerst den Hilfskreuzer an und versenkte diesen nach nur 22 Minuten (Lage), unter dem Verlust von 168 Seeleuten der insgesamt 254-köpfigen Besatzung. Die anderen wurden später durch den schwedischen Frachter Stureholm gerettet. Danach verfolgte die Admiral Scheer die inzwischen weit verstreuten Frachtschiffe und versenkte die Maiden (91 Tote), die Trewellard (16 Tote), die Fresno City (1 Toter) und die Kenbane Head (23 Tote). Die San Demetrio und die Andalusian wurden beschädigt.
Der Kommandant der Beaverford Hugh Pettigrew, auch stellvertretender Konvoikommodore, ließ nun angeblich sein Schiff umdrehen und die Admiral Scheer ansteuern, obwohl der Frachter nur zwei kleinere Geschütze als Bewaffnung hatte. Die Admiral Scheer konzentrierte ihr Feuer nun auf die Beaverford. Diese konnte immer wieder dem Geschützfeuer ausweichen. Der Kampf ging bis in die Nacht. Mit Leuchtkörper und Beleuchtungsraketen versuchte die Admiral Scheer ihren Gegner zu finden. Statt in der Dunkelheit und dem Rauch versuchen zu entkommen, setzte die Beaverford den Kampf fort. Die Admiral Scheer feuerte während fünf Stunden 83 Schuss ihrer 28-cm-Geschütze und 71 Schuss ihrer 15-cm-Geschütze ab. Zwölf 28-cm-Granaten und 16 15-cm-Granaten trafen die Beaverford. Als diese ihre Geschwindigkeit verlangsamte, da die Dampfturbinen beschädigt wurden, feuerte Admiral Scheer einen Torpedo ab. Er traf den Bug der Beaverford. Durch eine Explosion der Munition in ihrem Bug explodierte die Beaverford. (Lage) Die gesamte Besatzung von 77 Seeleuten der Beaverford wurde getötet.
Für diesen heldenhaften Einsatz der Beaverford gibt es keine Beweise. So widerspricht der Bericht des Kommandanten der Admiral Scheer, der nach dem Krieg verfasst wurde, dieser Geschichte. Krancke würdigte den Mut der Jervis Bay und eines kleinen brennenden Frachters, der kurz vor dem Untergang zurückschoss (vermutlich der Kenbane Head). Er erwähnte jedoch keinen Kampf mit der Beaverford, die er nur als ein Schiff mit einer Deckladung Holz beschreibt, das Admiral Scheer einholte, als es mit hoher Geschwindigkeit weit südlich des Hauptgeschehens floh. Als sie schließlich eingeholt wurde, erwies es sich als schwierig, die Beaverford durch Geschützfeuer zu versenken, und sie wurde daher torpediert, um Munition zu sparen. Der Untergang der Beaverford wurde von Fresno City aus beobachtet, das ebenfalls nach Süden flüchtete. Im Logbuch des Kapitäns ist vermerkt: "Die Beaverford, Kurs 110 Grad Ost-Südost, wurde angegriffen und in Brand gesetzt, Entfernung etwa 10 Meilen". Von einem Kampf oder einer Erwiderung des Feuers durch die Beaverford ist nicht die Rede, und es handelte sich keineswegs um ein vier- oder fünfstündiges Gefecht, sondern die Beaverford wurde nur 50 Minuten nach Kenbane Head und etwa eine Stunde, bevor Admiral Scheer die Fresno City einholte, angegriffen. Für eine solche Schlacht blieb keine Zeit.
Der Einsatz der Besatzung der Beaverford fand nie größere Beachtung, obwohl es sogar die Forderung gab, die Besatzung posthum mit dem Georgs-Kreuz auszuzeichnen, vermutlich weil keine Belege des Kampfes vorliegen. Hingegen gab es eine große Aufmerksamkeit für die Besatzungen der Jervis Bay und der San Demetrio.

## Geleitzüge
Im Zweiten Weltkrieg nahm sie an folgenden Geleitzügen teil.
| Geleitzug | Zeit           | Ausgangshafen   | Zielhafen                     |
| --------- | -------------- | --------------- | ----------------------------- |
| HX 1      | September 1939 | Halifax (Lage)  | Liverpool (Lage)              |
| OA 23     | Oktober 1939   | Southend (Lage) | verschiedene kanadische Häfen |
| HXF 8     | November 1939  | Halifax         | Dover (Lage)                  |
| OA 46     | Dezember 1939  | Southend (Lage) | verschiedene kanadische Häfen |
| HXF 13    | Dezember 1939  | Halifax         | Liverpool                     |
| OA 71     | Januar 1940    | Southend        | verschiedene kanadische Häfen |
| HX 18     | Februar 1940   | Halifax         | Liverpool                     |
| OA 101    | März 1940      | Southend        | verschiedene kanadische Häfen |
| HX 29     | März 1940      | Halifax         | Liverpool                     |
| OA 135    | April 1940     | Southend        | verschiedene kanadische Häfen |
| HX 43     | Mai 1940       | Halifax         | Liverpool                     |
| OA 165    | Juni 1940      | Southend        | verschiedene kanadische Häfen |
| HX 55     | Juli 1940      | Halifax         | Liverpool                     |
| MT 115    | Juli 1940      | Methil (Lage)   | Tyne                          |
| FS 227    | Juli 1940      | Tyne (Lage)     | Southend                      |
| FN 243    | August 1940    | Southend        | Methil                        |
| OA 196    | August 1940    | Methil          | verschiedene kanadische Häfen |
| HX 70     | September 1940 | Halifax         | Liverpool                     |
| OB 223    | Oktober 1940   | Liverpool       | verschiedene kanadische Häfen |
| HX 84     | November 1940  | Halifax         | Liverpool                     |